# Leichtathletik-Europameisterschaften 1934/5000 m der Männer

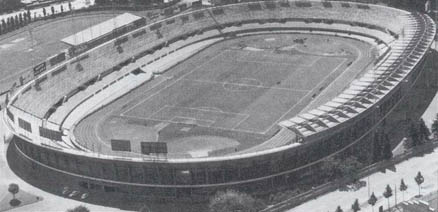
Turiner Olympiastadion – damalige Bezeichnung
Stadio Benito Mussolini

Der 5000-Meter-Lauf der Männer bei den Leichtathletik-Europameisterschaften 1934 wurde am 9. September 1934 im Turiner Stadio Benito Mussolini ausgetragen.
Europameister wurde der Franzose Roger Rochard Er siegte vor dem Polen Janusz Kusociński. Den dritten Platz belegte der Finne Ilmari Salminen.

## Rekorde

### Bestehende Rekorde
| Weltrekord           | 14:17,0 min                                         | Lauri Lehtinen                                      | Helsinki, Finnland                                  | 19. Juni 1932                                       |
| Europarekord         | 14:17,0 min                                         | Lauri Lehtinen                                      | Helsinki, Finnland                                  | 19. Juni 1932                                       |
| Meisterschaftsrekord | Einen Europameisterschaftsrekord gab es noch nicht. | Einen Europameisterschaftsrekord gab es noch nicht. | Einen Europameisterschaftsrekord gab es noch nicht. | Einen Europameisterschaftsrekord gab es noch nicht. |

### Europameisterschaftsrekord
Im einzigen Rennen wurde der folgende erste Europameisterschaftsrekord aufgestellt:

14:36,8 min – Roger Rochard (Frankreich), Rennen am 8. September

## Durchführung
Da es nur dreizehn Teilnehmer in diesem Wettbewerb gab, mussten keine Vorläufe angesetzt werden, alle Läufer traten gemeinsam zum Finale an.

## Finale

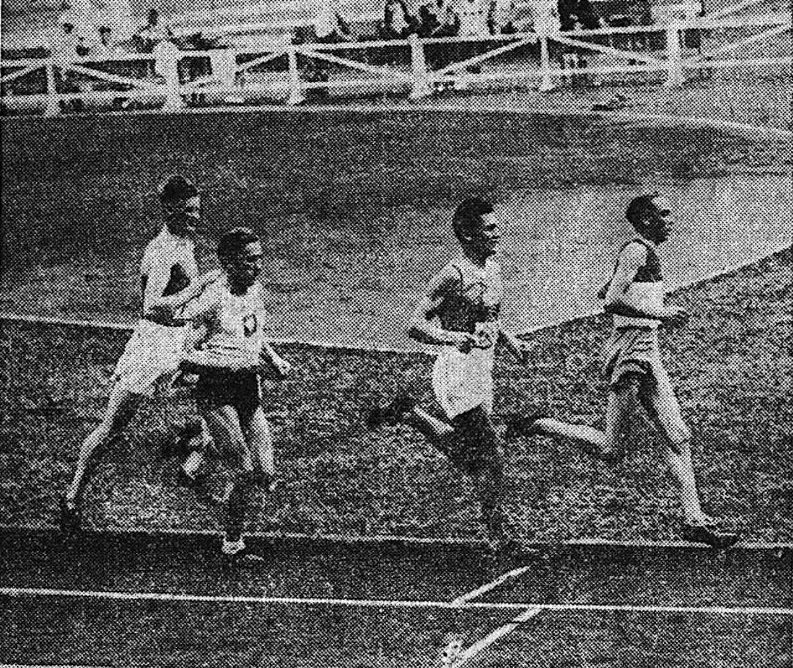
Szene aus dem 5000-Meter-Rennen: Roger Rochard führt vor Janusz Kusociński, Salvatore Mastroieni und Ilmari Salminen.

8. September 1934
| Platz | Name                 | Nation             | Zeit           |
| ----- | -------------------- | ------------------ | -------------- |
| 1     | Roger Rochard        | Frankreich         | 14:36,8 min CR |
| 2     | Janusz Kusociński    | Polen              | 14:41,2 min    |
| 3     | Ilmari Salminen      | Finnland           | 14:43,6 min    |
| 4     | Lauri Virtanen       | Finnland           | 14:47,6 min    |
| 5     | Salvatore Mastroieni | Königreich Italien | 15:00,6 min    |
| 6     | János Kelen          | Ungarn             | 15:06,6 min    |
| 7     | Nello Bartolini      | Königreich Italien | 15:26,0 min    |
| 8     | Eduard Prööm         | Estland            | 15:35,0 min    |
| 9     | Jenő Szilágyi        | Ungarn             | 15:43,0 min    |
| 10    | Valdemārs Vītols     | Lettland           | 15:52,0 min    |
| 11    | Emil Müller          | Schweiz            | NT000          |
| 12    | Christiaan Petit     | Niederlande        | NT000          |
| 13    | Jozef Koščak         | Tschechoslowakei   | NT000          |

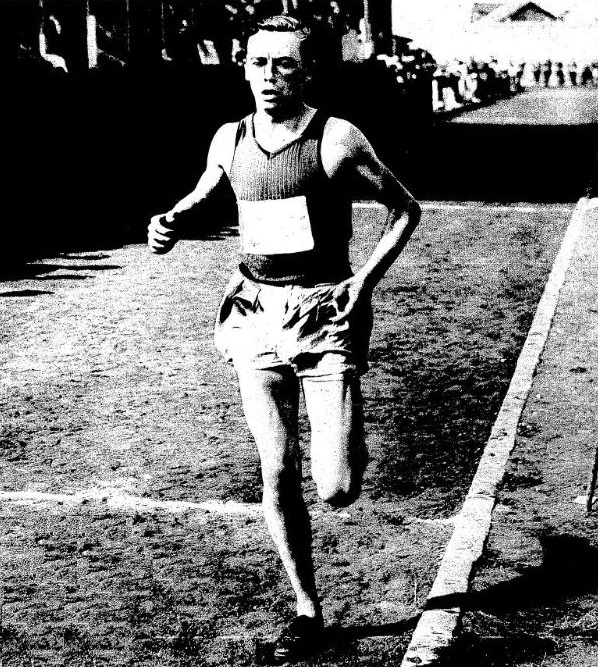
Favorit Roger Rochard wurde Europameister.
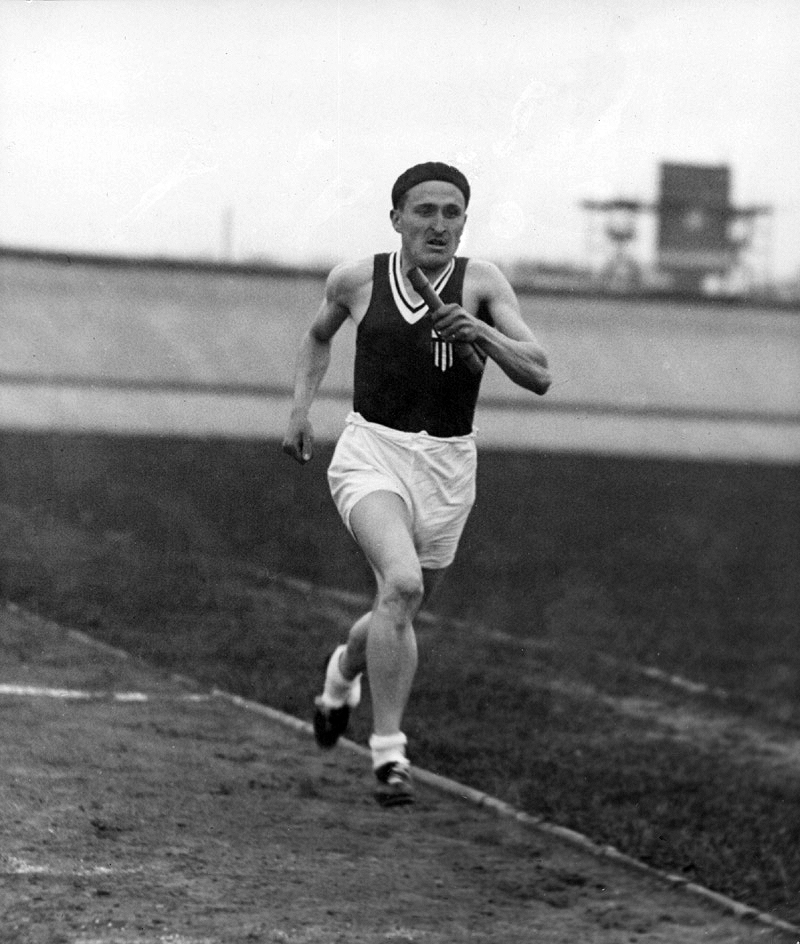
Janusz Kusociński – hier beim Training – erreichte Platz vier.
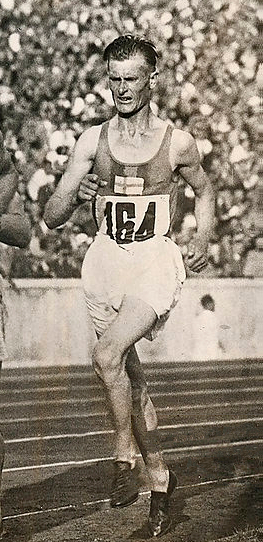
Bronzemedaillengewinner Ilmari Salminen hatte den Höhepunkt seiner Karriere noch vor sich.

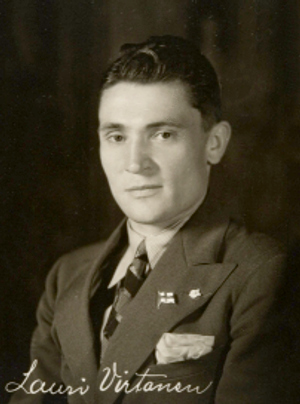
Lauri Virtanen belegte Rang vier.
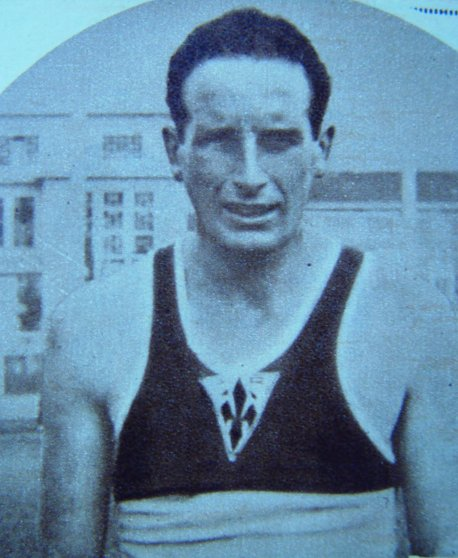
Nello Bartolini kam auf den siebten Platz.